# ماچا
ماچا (انگلیسی: Matcha) (ژاپنی: まっちゃ) پودری ریز آسیاب شده از برگ‌های چای سبزی است که به شیوه‌ای خاص در ژاپن پرورش و فرآوری می‌شود. از دیرباز، ماچا در کشورهای آسیایی به‌عنوان نوشیدنی درمانی، محافظت‌کننده از بدن و نیروبخش به کار رفته و به عنوان یکی از نوشیدنی‌های پرطرفدار در ژاپن و سایر نقاط آسیا شناخته می‌شود. علاوه بر خواص چربی‌سوز، ماچا به دلیل عطر و رنگ منحصر به فرد خود نیز مورد استقبال قرار گرفته است.
ماچا یکی از غنی‌ترین منابع آنتی‌اکسیدان به‌شمار می‌آید؛ به‌علت دارا بودن کاتچین و آمینواسیدها، موجب افزایش متابولیسم بدن شده و در کاهش وزن موثر است. همچنین، کاتچین موجود در ماچا به عنوان یک آنتی‌اکسیدان قوی و ضدسرطانی شناخته می‌شود؛ تحقیقات نشان داده‌اند که نسبت به سایر انواع چای، ماچا میزان کاتچین بیشتری دارد.
چند هفته قبل از برداشت، پوشش‌های سایبانی بر روی گیاه چای نصب می‌شود تا نور خورشید کاهش یابد. این روش باعث تولید سبزینه (clorophyll) فراوان و افزایش غنای ترکیبات آنتی‌اکسیدانی در برگ‌ها می‌شود؛ به علاوه، سبزینه به دفع سموم و فلزات سنگین از بدن کمک می‌کند.

## خواص
تحقیقات انجام‌شده در مؤسسه ملی سلامت و دانشگاه‌های معتبر آمریکا نشان داده‌اند که ماچا سرشار از EGCG (اپی‌گالوکاتچین گالات) است که می‌تواند ضریب متابولیسم را تا چهار برابر افزایش دهد.  
ماچا علاوه بر دارا بودن کلروفیل به عنوان یک ضد سرطان قوی، سرشار از پلی‌فنلها و کاتچین‌هاست؛ این ترکیبات به بهبود عملکرد قلب، تنظیم فشار خون و کنترل قند خون کمک کرده و از بروز بیماری‌های مزمن جلوگیری می‌کنند. همچنین، مصرف ماچا می‌تواند موجب افزایش ترشح سروتونین و دوپامین شود که به ایجاد حس نشاط و بهبود عملکرد مغز منجر می‌گردد.
از دیگر فواید ماچا می‌توان به بهبود عملکرد دستگاه گوارش (از طریق تقویت باکتریهای مفید روده)، اثرات ضد التهابی و حفظ سلامت پوست اشاره نمود. با این حال، برخی مطالعات نیز بیان می‌کنند که مصرف بیش از حد ماچا ممکن است در برخی شرایط به دلیل کافئین موجود در آن مشکلاتی ایجاد کند؛ به همین جهت، مصرف آن برای زنان باردار، شیرده و افراد مبتلا به کم‌خونی توصیه نمی‌شود.

## مضرات
مصرف چای ماچا به دلیل محتوای کافئین برای زنان باردار و شیرده توصیه نمی‌شود. همچنین، افرادی که به کم خونی مبتلا هستند، باید در مصرف آن احتیاط کنند.